# Yangshi
Yangshi (kinesiska: 羊市) är en köping i sydvästra Kina. Den ligger i Fengjie härad i storstadsområdet Chongqing,  omkring 280 kilometer nordost om det centrala stadsdistriktet Yuzhong. Antalet invånare är 10 027. Befolkningen består av 4 945 kvinnor och 5 082 män. Barn under 15 år utgör 28,0 %, vuxna 15-64 år 58 %, och äldre över 65 år 13,0 %.